# Paul Hartwig (Archäologe)

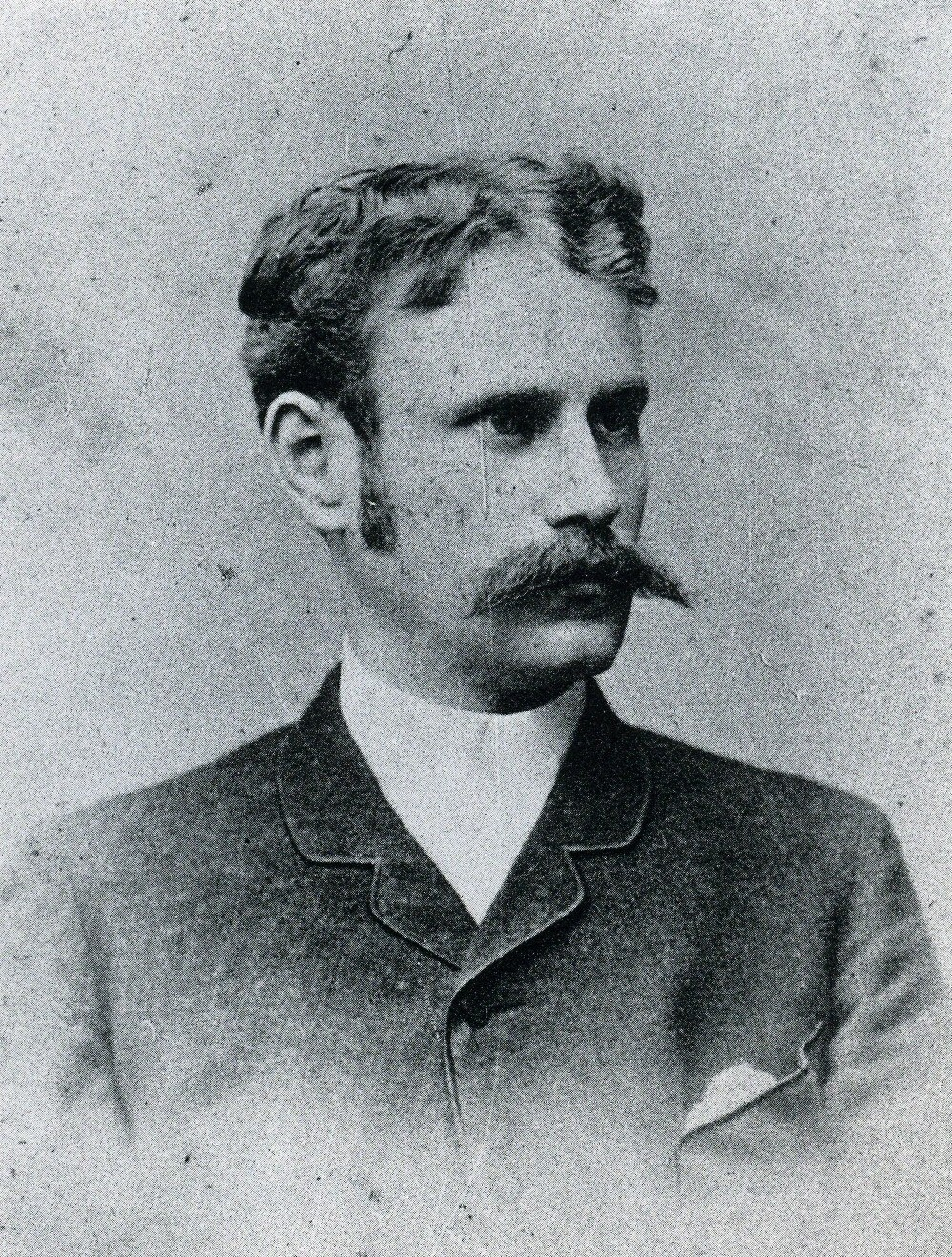
Paul Hartwig

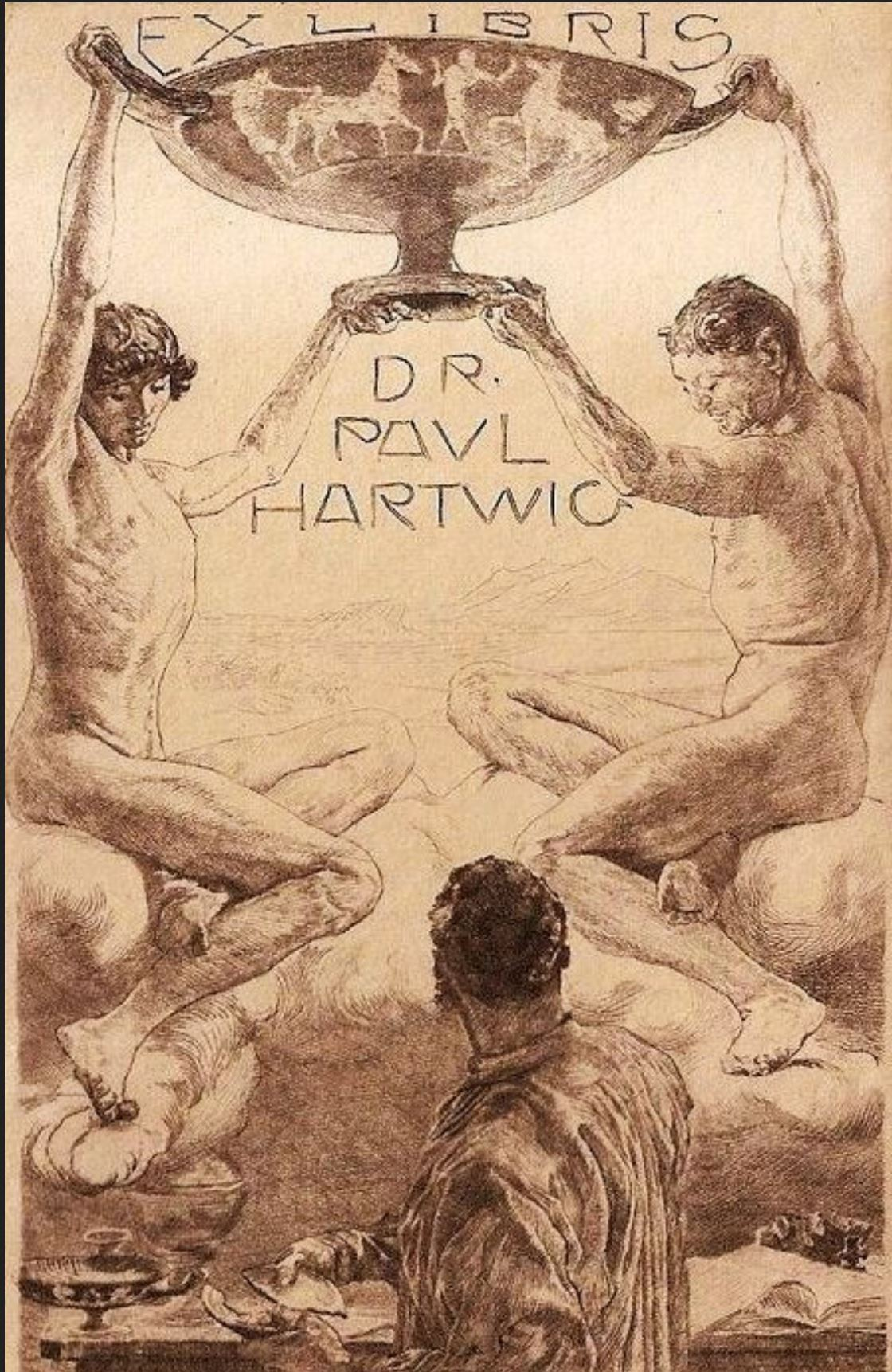
Ex libris (Otto Greiner)

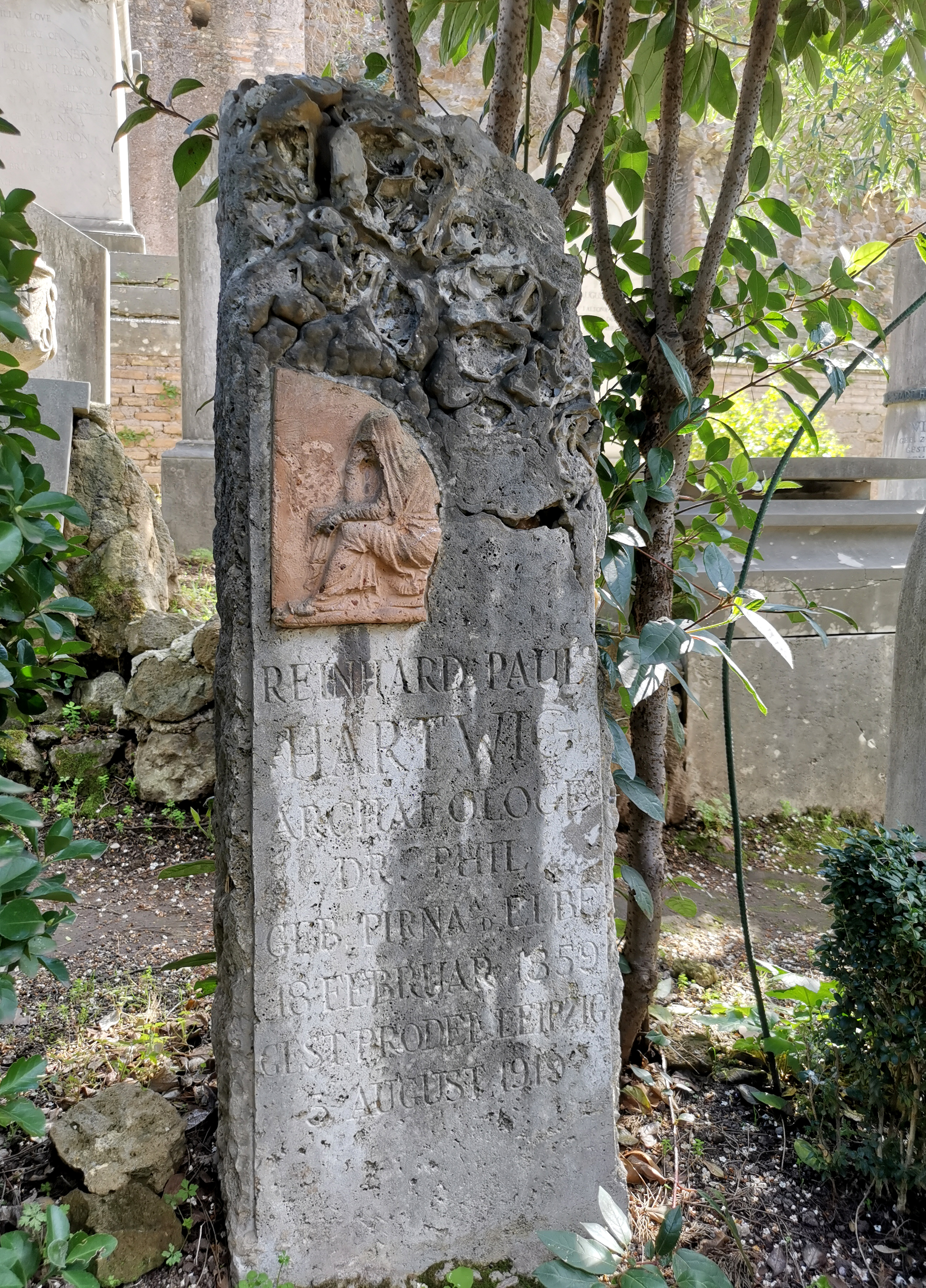
Grab auf dem Nichtkatholischen (Protestantischen) Friedhof Rom

Paul Hartwig (* 18. Februar 1859 in Pirna; † 3. August 1919 in Gaschwitz bei Leipzig) war ein deutscher Klassischer Archäologe.

## Leben
Paul Hartwig, der Sohn eines Advokaten, besuchte die Fürstenschule in Meißen und studierte ab 1879 Klassische Archäologie und Philologie an den Universitäten Heidelberg, München und Leipzig, wo er 1884 mit der Dissertation Herakles mit dem  Füllhorn promoviert wurde. Anschließend absolvierte er sein Probejahr am Bautzener Gymnasium. Für das Jahr 1887/1888 erhielt er das Reisestipendium des Deutschen Archäologischen Instituts, das ihm ausgedehnte Reisen nach Italien, Griechenland, Kleinasien, Ägypten und Tunis ermöglichte. Während dieser Reisen begann Hartwig auch seine Vasensammlung, die den Grundstock seiner archäologischen Forschung bildete.
Nach seiner Rückkehr arbeitete Hartwig zunächst am Kunstgewerbemuseum Berlin, gab diese Stellung aber 1889 auf und unternahm weitere Bildungsreisen nach England und Frankreich. Anschließend hielt er sich bei seinem Freund Friedrich Hauser in Stuttgart auf und widmete sich archäologischen Studien. Aus dieser Zeit erschien später die Sammlung Meisterschalen der Blüthezeit des strengen rothfigurigen Stils (Stuttgart, Berlin 1893). Seit 1892 lebte Hartwig als Sammler und Kunsthändler in Rom. Da er als Privatmann seine Vasensammlung nicht unterhalten konnte, verkaufte er sie der Johns Hopkins University in Baltimore. Von 1893 bis 1895 beteiligte er sich an den Ausgrabungen auf der Akropolis in Athen. 1903 wählte ihn das Österreichische Archäologische Institut zum wirklichen Mitglied im Ausland.
In Rom verkehrte Hartwig mit verschiedenen Künstlern, darunter der Maler Hans von Marées, die Matrone Lucia Brunacci (Anselm Feuerbachs langjähriges Modell), Max Klinger (mit dem er den Villa-Romana-Preis begründete) und Otto Greiner. Als Italien im Verlauf des Ersten Weltkriegs dem Deutschen Reich 1915 den Krieg erklärte, floh Hartwig aus Rom. Zunächst lebte er bei seinem Bruder in Dresden. Die letzten Jahre seines Lebens verbrachte er im Sanatorium in Gaschwitz bei Leipzig. Hier starb er am 3. August 1919 nach langer Krankheit. Er wurde in Rom auf dem Protestantischen Friedhof beigesetzt.